# 市中區 (桃園區)
| 地圖                                        |
| ------------------------------------------- |
| 市中區 中路區 埔子區 會稽區 大樹林區 八德區 |

市中區是臺灣桃園市桃園區的五個次分區之一，位於桃園區的中央偏東南，東、西、南、北各與區內其他四個次分區：會稽區、中路區、大樹林區、埔子區接壤，南端尚有一小部分為桃園區邊界，與八德區接壤。
如同其名，市中區是桃園區的市中心區域，為交通、經濟與政治之核心。全國旅客量第二大的臺鐵車站桃園車站位於市中區與大樹林區交界處，圍繞該站的區域則形成了桃園區最繁華的商圈；桃園市政府與桃園區公所亦位於市中區。

## 範圍

### 傳統地域
市中區涵蓋了日治時期（1920年以後）新竹州桃園郡桃園街的以下大字：
- 桃園全境
- 中路東部一小部分
- 埔子東南一小部分
- 大樹林西北一小部分

### 區劃人口
市中區涵蓋了今日桃園區的15里，面積為2.2079km²：
|                                     |                                   |                                     |                            |
| - 武陵里 - 民生里 - 文化里 - 文昌里 | - 文明 - 南華里 - 南門里 - 西門里 | - 西湖里 - 長美里 - 永興里 - 中興里 | - 光興里 - 中和里 - 北門里 |

截至2021年3月31日，市中區的人口為39,283人，人口密度為17,792人/km²。市中區是五個次分區中人口最少、面積最小、人口密度最高者。

## 交通

### 公路
- 區域道路系統
  - 台1線
    - 台1甲

  - 台4線
  - 市道110號

- 地方道路系統
  - 中正路：前往埔子區、南崁。
  - 桃11線（成功路）：前往會稽區、林口區。

### 鐵路
臺灣鐵路管理局
- 縱貫線：桃園車站

 桃園捷運
- 綠線（興建中）：桃園車站 - 景福宮站
- 棕線（行政院可行性報告核定）：桃園車站

## 教育

#### 國民中學
- 桃園市立桃園國民中學

#### 國民小學
- 桃園市桃園區桃園國民小學
- 桃園市桃園區成功國民小學
- 桃園市桃園區西門國民小學
- 桃園市桃園區南門國民小學

### 圖書館
- 桃園市立圖書館桃園分館
- 桃園市立圖書館文化局分館

## 外部連結
- 桃園區公所全球資訊網--桃園史誌 （页面存档备份，存于）